# Klimatyzacja grupowa
Klimatyzacja grupowa – jeden z systemów klimatyzacji wyrobisk górniczych. Składa się z jednego lub dwóch agregatów chłodniczych w układzie równoległym schładzania wody. Sumaryczna moc chłodnicza agregatów wynosi od 1000 kW do 3000 kW. Stosowane są zarówno chłodnice pośredniego, jak i bezpośredniego, działania, w których czynnikiem chłodniczym jest freon.
| Zalety | Wady |
| --- | --- |
| - nie ma potrzeby stosowania rurociągów szybowych - nie stosuje się urządzeń redukujących ciśnienie hydrostatyczne wody - rurociągi rozprowadzające zimną wodę chłodzącą powietrze i odprowadzające wodę z ciepłem kondensacji na ogół są znacznie krótsze niż w innych układach | - nie ma możliwości stosowania amoniaku jako czynnika chłodniczego - w szybach z zużytym prądem powietrza do którego zrzucano ciepło skraplania występuje nadmierna korozja spowodowana wysoką wilgotnością - powietrze zużyte do którego przekazywane jest ciepło skraplania musi charakteryzować się temperaturą mierzoną na termometrze suchym nie większą niż 27 °C i wilgotnością względną nie większą niż 75% |